# Carabus bessarabicus
Carabus bessarabicus es una especie de insecto adéfago del género Carabus, familia Carabidae. Fue descrita científicamente por Fischer von Waldheim en 1823.
Habita en Moldavia, Rusia y Ucrania. Escarabajo de 19-26 mm de largo. El color es negro, moderadamente brillante (en los machos). Élitros con granulación fina débil. Los ángulos posteriores del pronoto son pequeños y solo se proyectan ligeramente más allá de la base de los élitros.